# Ctesippo (di Samo)
Ctesippo (in greco antico: Κτήσιππος?, Ktésippos) è un personaggio della mitologia greca, uno dei Pretendenti di Penelope.

## Mitologia
Originario di Samo, il "senza legge" Ctesippo, figlio di Politerse, era uno dei Proci più arroganti e scortesi e possedeva una "ricchezza favolosa".
Si prese gioco di Ulisse camuffato da mendicante lanciandogli una zampa di bue come "dono", facendosi beffe della xenia, ma Ulisse la schivò e Telemaco minacciò Ctesippo che se lo avesse colpito lo avrebbe trafitto con la sua lancia.
Più tardi, nella battaglia tra Ulisse ed i Proci, Ctesippo tentò di uccidere Eumeo con una lancia, ma non ci riuscì grazie all'intervento della dea Atena.
Ctesippo fu ucciso da Filezio, che vendicò così la mancanza di rispetto verso il suo padrone.